# Феофилактов, Константин Матвеевич
Константин Матвеевич Феофилактов (20 октября [1 ноября] 1818, Санкт-Петербург — 21 января [3 февраля] 1901, Киев) — русский минералог и химик. Доктор естественных наук (с 1851), заслуженный профессор кафедры минералогии и геологии (с 1871), декан физико-математического факультета (1877—1880, 1884—1887) и ректор (1880—1881) Императорского университета Св. Владимира; тайный советник (1890).

## Биография
Родился 20 октября (1 ноября) 1818 года в Санкт-Петербурге. Его отец происходил из духовного звания и был уроженцем Твери.
Начальное образование получил во Владимирском уездном училище в Санкт-Петербурге. В 1832 году начал учиться в приготовительном отделении Главного педагогического института. В декабре 1841 года окончил полный курс физико-математического факультета института с серебряной медалью . Ещё студентом преподавал элементарную химию и технологию студентам младших курсов института и был оставлен на год при институте для специальных занятий по минералогии и геологии и в 1842 году совершил поездку на Урал для ознакомления с его геологией.
Вступил в службу 2 апреля 1843 года и был отправлен на два года за границу: занимался в Берлине и Париже. Возвращаясь в Россию, провёл исследования окрестностей Стокгольма, Финляндии и окрестностей Ревеля.
В 1845 году был определён исправляющим должность адъюнкта по кафедре минералогии и геологии в университете Св. Владимира, где и получил учёные степени: магистра в 1849 году за диссертацию «О юрских и меловых осадках Киевской губернии», доктора в 1851 году за диссертацию «О кристаллических породах губерний Киевской, Волынской и Подольской». В 1852 году получил должность экстраординарного профессора, в 1853 году — ординарного профессора. По избранию физико-математического факультета в 1846—1851 годах исполнял должности секретаря факультета; 13 ноября 1871 года получил звание заслуженного профессора.
Был деканом физико-математического факультета в 1877—1880 гг. и в 1884 году; ректором университета — с 25 марта 1880 года (меньше года: 3 апреля 1881 года ректором стал И. И. Рахманинов).
С 30 ноября 1852 года состоял членом Русского географического общества, с 1877 года состоял председателем Киевского общества естествоиспытателей.
Скончался 21 января (3 февраля) 1901 года в Киеве, похоронен на новом Байковом кладбище.

## Научные исследования
С 1864 года почти беспрерывно занимался исследованием геологии юго-западных губерний Российской империи. Кроме специально минералогических, опубликовал следующие сочинения:
- «Отчет о результатах геологической экскурсия в 1849 г. в Киевскую губернию» («Труды комиссии Выс. утвержд. при унив. Св. Влад. для описания губ. Киевск. учебн. округа»);
- «Отчет о результатах экскурсии в 1850 г. по Днестру» (ibid.);
- «О юрских и меловых осадках Киевской губ.» (ibid., 1851);
- «О кристаллических породах губерний: Киевской, Волынской и Подольской» (ib., 1851);
- «Краткие сообщения по геологии Киевской губ.» («Труды съездов Русск. естествоисп. и врачей» — в С.-Петербурге, 1862 г., Москве, 1869 г., Киеве, 1871 г.);
- «Геогностическая карта Киевской губ.» (1872 г., издание университета);
- «Геологическая карта Киева», (1874);
- статьи в «Тр. Общ. испыт. прир. при Харьковск. унив.» (т. IX, 1875 г., 3 статьи); в «Тр. Общ. Исп. Пр. при Спб. унив.» (1876 г., 1 статья); в «Зап. и Проток. Kiевск. Общ. Естествоисп.» (1878 г., т. V, т. VI, т. VII; 6 статей).

## Награды
- орден Св. Станислава 2-й ст. (1858)
- орден Св. Анны 2-й ст. (1864)
- орден Св. Владимира 3-й ст. (1873)
- орден Св. Станислава 1-й ст. (1877)
- орден Св. Анны 1-й ст. (1881)
- орден Св. Владимира 2-й ст. (1884)